# Gewone eikenvlekmot
De gewone eikenvlekmot (Tischeria ekebladella) is een vlinder uit de familie van de vlekmineermotten (Tischeriidae). De wetenschappelijke naam werd gepubliceerd in 1795 door Bjerkander.
De soort komt voor in Europa.